# 寅次郎的故事20 加油啊寅次郎
《寅次郎的故事20 加油啊寅次郎》（日語：男はつらいよ 寅次郎頑張れ!）是一部1977年上映的日本喜剧电影，亦是《寅次郎的故事系列》的第二十部剧场版作品。由山田洋次导演，渥美清、倍赏千惠子、前田吟、下条正巳、三崎千惠子及藤村志保等等主演。于1977年12月29日上映。

## 劇情簡介
寅次郎今次擔當媒人，設法撮合年輕的涼介與幸子成愛侶。自以為戀愛專家的寅次郎，提供給涼介的建議結果被證是明災難性的。涼介最終失敗而企圖自殺不遂，失望地返回老家長崎的平戶。寅次郎追趕著涼介一起跟他回長崎，經涼介介紹，邂逅了涼介的姐姐藤子，寅次郎又再次墜入愛河。

## 主要演员
- 车寅次郎：渥美清
- 诹访樱：倍赏千惠子
- 岛田良介：中村雅俊
- 福村幸子：大竹忍
- 岛田藤子：藤村志保
- 车龙造（外甥）：下条正巳
- 车つね（姑妈）：三崎千惠子
- 诹访博：前田吟
- 桂梅太郎（タコ社长）：太宰久雄
- 源公：佐藤蛾次郎
- 诹访满男：中村隼人
- 御前样：笠智众
- 巡査：米倉齐加年
- 神父：樱井千里
- 联络船船长：石井均
- 旅行社主席：吉田义夫
- 旅行社职员：冈本茉莉
- 柏青哥店的客人：杉山德子

### 英文
- . 英国电影协会.   [2013-07-29]. （原始内容存档于2012-10-17） （英语）.
- . Complete Index to World Film.   [2013-07-29]. （原始内容存档于2012-09-13） （英语）.
- 互联网电影数据库（IMDb）上《Otoko wa tsurai yo: Torajiro gambare! (1977)》的资料（英文）
- Galbraith IV, Stuart. . DVD Talk. 2006-03-08  [2013-07-29]. （原始内容存档于2012-10-09） （英语）.

### 德文
- . www.molodezhnaja.ch.   [2013-07-29]. （原始内容存档于2013-05-20） （德语）.

### 日文
- . www.allcinema.net.   [2013-07-29]. （原始内容存档于2013-12-07） （日语）.
- . 日本电影院数据库（日本文化厅）.   [2013-07-29]. （原始内容存档于2012-03-11） （日语）. 外部链接存在于|publisher= (帮助)
- . 日本电影数据库.   [2013-07-29]. （原始内容存档于2013-11-05） （日语）.
- . 电影旬报.   [2013-07-29]. （原始内容存档于2012-03-09） （日语）.

### 中文
- . 豆瓣电影.   [2013-07-29]. （原始内容存档于2016-03-08）.